# Тано Генерала
Тано Г. А. Дончев – Генерала е български революционер, войвода на Вътрешната македонска революционна организация.

## Биография
Дончев е роден през 1891 година в струмишкото село Робово, тогава в Османската империя. Влиза във ВМРО и става четник при Пандо Струмишки. След това е самостоятелен войвода. След убийството на генерал Александър Протогеров в 1928 година заедно с войводите Мицо Чегански, Димитър Димашев, Георги Гевгелийски, Борис Изворски, Пандо Струмишки, Пандо Кицов, Георги Наков, Борис Козов, Михаил Шкартов, Христо Рутев, Иван Бабунски преминава на страната на Протогеровистите, оглавявани от Георги Попхристов и Петър Шанданов. Иван Михайлов обвинява Тано Генерала, че в същата 1928 година убива в София Тодор Георгиев - Гущера или Гущеров, български революционер от ВМРО и дългогодишен телохранител на Кирил Пърличев, но след това Михайлов е изобличен в лъжа. Тано Генерала е убит по време на братоубийствените борби във ВМРО на 29 януари 1930 година в Свиленград.